# 凌孝芬
凌孝芬（1903年10月—1974年3月9日），字季馨，安徽省定远县人，中華民國教育家。中國國民黨黨員。曾任考試院考選委員會（今中華民國考選部）編審，教育部政風處處長，河南省教育廳廳長，臺灣省立虎尾中學（今國立虎尾高級中學）、臺灣省立臺北建國中學（今臺北市立建國高級中學），中國國民黨中央組織部視察、安徽省黨部委員。

## 生平
凌孝芬，清光緒二十九年（1903年）10月生於安徽省定远县西門十字街口，家族世代務農，耕讀相傳。祖父凌仲桓為進士出身，獲张之洞重用，參與湖北新政，著有《荊楚借籌》一書。父凌少桓也是進士出身，在凌孝芬3歲時過世。
民國11年（1922年）7月，凌孝芬以優異成績自上海浦東中學畢業，其後考取位在南京的國立東南大學教育系第二期，於1927年7月畢業。1928年8月起，原是江蘇省興化縣督學的他改任縣教育局長至1930年7月。同時於1929年經李宗黄、鲁荡平引介，加入中國國民黨（以下簡稱國民黨）。1930年8月為安徽省立第二鄉村師範學校（今已解散）聘為教師，兼職訓育主任。1931年4月改任該省教育廳主任科員，隨後升為科長，次年調派為第二鄉村師範校長。1935年秋，凌孝芬參加國家高等考試第三屆教育組中級第十七名及格，升等簡任七級任用資格。同年12月，他改擔任河南省教育廳荐任督學、科長等職位。次年秋參加中華民國教育部義務教育訓練班結業。
1937年蘆溝橋事件發生時，凌正擔任河南省教育廳長，當時該省國民教育成績獲全國第一，因此凌受到教育部青睞。該年10月，凌與河南博物院保管部主任趙惜時、雷蔭堂等人受河南省主席商震密令，將河南博物院館藏國寶級文物南運鄭州、武漢等地避戰。在第二次中日戰爭期間，他也主持了七年的暑期中小學教師訓練班，自認避免了中國共產黨的滲透，並普行國民教育，蒙教育部傳令嘉獎。1940年秋參加國民黨中央訓練團行政人員訓練班第十期結業。1944年12月擔任考試院考選委員會（今中華民國考選部）編審，次年3月辭職。同年4月到1946年10月應國民黨中央組織部長陳立夫之邀，擔任該部視察，督導各省市黨務工作。1946年11月調任國民黨安徽省黨部委員。1949年2月起被北平市私立民国大学聘為訓導長，旋因第二次國共內戰戰局逐漸明朗，國民黨領導的中華民國政府節節敗退，他改任教育部廣西青年輔導處簡任主任。同年11月隨該政府遷臺。
1950年5月，凌孝芬就任臺北市建國中學夜間部主任。當時臺灣省政府為順應民情，決定將省立虎尾中學男、女生兩部分別設校，因此需要增派一位校長。凌孝芬隨即在該年8月奉令代理虎中校長。在虎中校長任內，凌聘用不少外省宿儒名士，如當時的教務主任王樅、方濂、黃冠南等人。虎女、虎中校地自日治時期至今糾葛不清，凌孝芬也在任內加以釐清。1954年8月，調動到教育部擔任專門委員。1955年1月，調任臺灣省立臺北建國中學校長，1957年7月轉任教育部政風處長，1958年至1970年擔任教育部僑民教育委員會常任委員。1971年7月13日退休。後與前國立台灣大學教授羅剛以及楊懷東等人創辦臺北市私立東山高級中學。1974年3月9日逝世。

## 家庭
他的姪子凌厚生是臺灣省立臺北師範學校（今國北教大）教員。

## 著作
凌孝芬著有《丹麥之農村教育》、《國民教育之理論與實際》兩書。

### 腳註
1. ↑  李謁政 2018，第1157頁.
2. 1 2  鄭通和. . 中央日報. 1974-04-15.
3. ↑  . 中央日報. 1929-08-08.
4. ↑  李謁政 2018，第1157-1158頁.
5. ↑  . 上海市浦東中學. 2015-09-21  [2019-02-03]. （原始内容存档于2019-02-03）.
6. ↑  李謁政 2018，第1158-1159頁.
7. 1 2 3  李謁政 2018，第1159頁.
8. ↑  . 公論報. 1954-08-17. 3版.
9. ↑  《總統府公報》第2287號所載1971年7月13總統令
10. ↑  蔣永敬. . 獨立作家－新銳文創. 2017-03-01: 59–60. ISBN 9789865716882 （中文（臺灣））. 建國中學校長凌孝芬，定遠同鄉。經其侄凌厚生（台北師範學校教員）之介紹，凌校長聘余為建中夜間部教員